# 巴特洪堡
山前巴特洪堡（德語：Bad Homburg vor der Höhe，官方拼写为，發音：[baːt ˈhɔmbʊʁk foːɐ̯ deːɐ̯ ˈhøːə] ⓘ），通称巴特洪堡（德語：Bad Homburg），是德国黑森州达姆施塔特行政区上陶努斯县的城市，也是上陶努斯县的县治，面积51.14平方千米，2023年12月31日人口为55,995人。

## 友好城市
巴特洪堡与以下城市结为友好城市：
- 法國 卡堡
- 瑞士 庫爾
- 杜布羅夫尼克
- 英格兰 埃克塞特
- 捷克 玛丽亚温泉市
- 奥地利 迈尔霍芬
- 盧森堡 蒙多夫莱班
- 俄羅斯 彼得宮城
- 義大利 泰拉奇纳